# Jing Haipeng
Jing Haipeng (vereenvoudigd Chinees: 景海鹏; traditioneel Chinees: 景海鵬; pinyin: Jǐng Hǎipéng) (Yuncheng, 24 oktober 1966) is een Chinees ruimtevaarder. In totaal heeft Jing vier ruimtevluchten op zijn naam staan. Hij werd in 2012 de eerste Chinees die meerdere vluchten op zijn naam heeft staan.
Jings eerste missie was Shenzhou 7, gelanceerd met een Lange Mars 2F-draagraket op 25 september 2008. Aan boord werden verschillende wetenschappelijke experimenten uitgevoerd. Ook maakte China voor het eerst een ruimtewandeling.